# فرانسيسكو روسي (لاعب كرة قدم إيطالي)
فرانسيسكو روسي (بالإيطالية: Francesco Rossi)‏ (27 أبريل 1991 في إيطاليا - ) هو لاعب كرة قدم إيطالي في مركز حراسة المرمى. شارك مع منتخب إيطاليا تحت 20 سنة لكرة القدم ومنتخب إيطاليا تحت 21 سنة لكرة القدم. أما مع النوادي، فقد لعب مع أتالانتا ونادي لوميتساني واتحاد بافيا لكرة القدم ونادي براتو وLupa Roma FC ‏ وAC Cuneo 1905 ‏.

## وصلات خارجية
- فرانسيسكو روسي (لاعب كرة قدم إيطالي) على موقع الاتحاد الأوربي (الإنجليزية)
- فرانسيسكو روسي (لاعب كرة قدم إيطالي) على موقع قاعدة بيانات كرة القدم.إي يو (الإنجليزية)
- فرانسيسكو روسي (لاعب كرة قدم إيطالي) على موقع Soccerbase.com (لاعب) (الإنجليزية)
- فرانسيسكو روسي (لاعب كرة قدم إيطالي) على موقع Soccerway.com (الإنجليزية)
- فرانسيسكو روسي (لاعب كرة قدم إيطالي) على موقع عالم كرة القدم.نت (الإنجليزية)
- فرانسيسكو روسي (لاعب كرة قدم إيطالي) على موقع AS.com (الإسبانية)
- فرانسيسكو روسي (لاعب كرة قدم إيطالي) على موقع GSA (الإنجليزية)